# دم‌سرخ سیاه

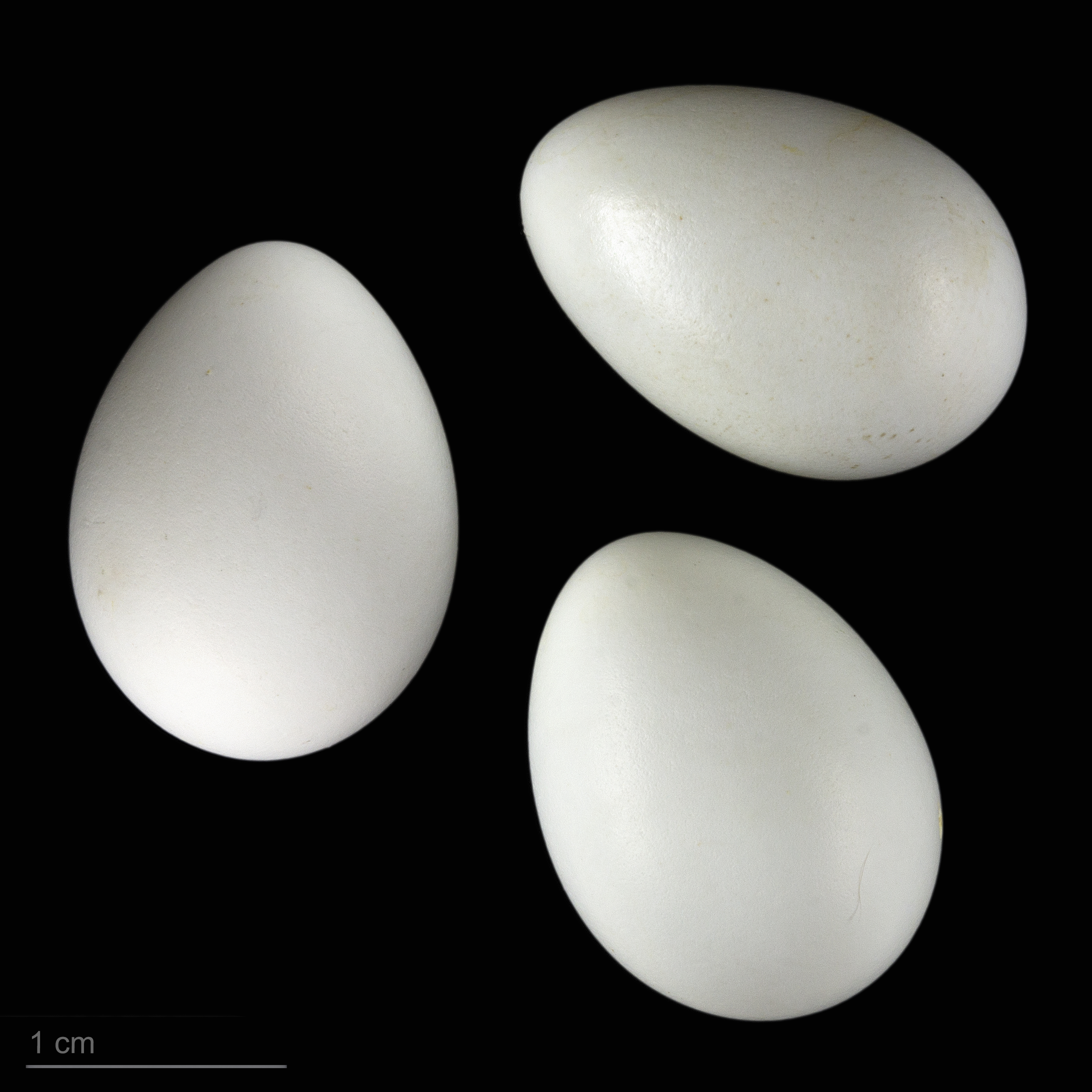
Phoenicurus ochruros

دم‌سرخ سیاه (نام علمی: Phoenicurus ochruros)، گونه‌ای دم‌سرخ از تیره مگس‌گیران (حشره‌گیران جهان قدیم) است. این پرنده در بخش‌های گسترده‌ای از اروپا، آسیای مرکزی، شبه‌جزیره عربستان، شبه‌قاره هند، و شمال آفریقا به زندگی و تولیدمثل می‌پردازد.

## ویژگی‌ها
دم‌سرخ سیاه ۱۶ سانتی‌متر طول دارد. پرنده نر به رنگ سیاه مایل به خاکستری با لکه سفیدی در پایۀ شاهپرهای اولیه بال است. در نرها سیاهی کمتری در پشت وجود دارد و زیر بدن سیاه است که تا وسط سینه امتداد پیدا می‌کند. رنگ شکم نیز مایل به سرخ است.

## زیستگاه
دم‌سرخ سیاه در ارتفاعات ۲۵۰۰ تا ۳۰۰۰ متری روی صخره‌ها، مناطق شیبدار و در زمستان‌ها در نواحی باز صخره‌ای، حاشیهٔ زمین‌های متروک و مخروبه و تا سطح دریا زندگی می‌کند. این پرنده در ایران محلی است و هم به صورت گذری و هم اقامت زمستانی به آن کشور می‌رود.